# Hypocrea sublibera
Hypocrea sublibera är en svampart som beskrevs av Karl Starbäck 1899. Hypocrea sublibera ingår i släktet svampdynor och familjen Hypocreaceae.   Inga underarter finns listade i Catalogue of Life.